# Championnats d'Europe de cyclisme sur route 2012
 (août 2024).
Si vous disposez d'ouvrages ou d'articles de référence ou si vous connaissez des sites web de qualité traitant du thème abordé ici, merci de compléter l'article en donnant les références utiles à sa vérifiabilité et en les liant à la section « Notes et références ».
Navigation
Édition précédente Édition suivante
Les Championnats d'Europe de cyclisme sur route 2012 se déroulent du 9 au 12 août 2012, à Goes aux Pays-Bas.

## Compétitions
| Jeudi 9 août - 10 h 00 Hommes - Juniors, 24,9 km - 15 h 00 Femmes - moins de 23 ans, 24,9 km Vendredi 10 août - 10 h 00 Femmes - Juniors, 14,8 km - 15 h 00 Hommes - moins de 23 ans, 24,9 km | Samedi 11 août - 9 h 00 Hommes - Juniors, 129 km - 14 h 00 Femmes - moins de 23 ans, 129 km Dimanche 12 août - 10 h 00 Femmes - Juniors, 80 km - 13 h 00 Hommes - moins de 23 ans, 172 km |

## Résultats
| Compétitions             | Or                               | Temps           | Argent                          | Temps  | Bronze                      | Temps  |
| Hommes - moins de 23 ans |                                  |                 |                                 |        |                             |        |
| Course en ligne          | Jan Tratnik Slovénie             | 3 h 52 min 30 s | Andžs Flaksis Lettonie          | à 1 s  | Wouter Wippert Pays-Bas     | à 11 s |
| Contre-la-montre         | Rasmus Christian Quaade Danemark | 28 min 59 s     | Bob Jungels Luxembourg          | à 23 s | Oleksandr Golovash Ukraine  | à 32 s |
| Hommes - Juniors         |                                  |                 |                                 |        |                             |        |
| Course en ligne          | Alexander Wachter Autriche       | 2 h 59 min 22 s | Anthony Turgis France           | à 1 s  | Davide Ballerini Italie     | à 11 s |
| Contre-la-montre         | Mathias Krigbaum Danemark        | 30 min 15 s     | Ryan Mullen Irlande             | à 10 s | Matej Mohorič Slovénie      | à 11 s |
| Femmes - moins de 23 ans |                                  |                 |                                 |        |                             |        |
| Course en ligne          | Evelyn Arys Belgique             | 3 h 13 min 43 s | Barbara Guarischi Italie        | m.t.   | Kim De Baat Pays-Bas        | m.t.   |
| Contre-la-montre         | Anna van der Breggen Pays-Bas    | 32 min 31 s     | Mieke Kröger Allemagne          | à 51 s | Elisa Longo Borghini Italie | à 54 s |
| Femmes - Juniors         |                                  |                 |                                 |        |                             |        |
| Course en ligne          | Lucy Garner Royaume-Uni          | 2 h 07 min 05 s | Anna Zita Maria Stricker Italie | m.t.   | Kirsten Coppens Pays-Bas    | m.t.   |
| Contre-la-montre         | Corine van der Zijden Pays-Bas   | 19 min 52 s     | Kseniya Dobrynina Russie        | à 8 s  | Lotte Kopecky Belgique      | à 10 s |

## Tableau des médailles
| Rang  | Nation      | Or | Argent | Bronze | Total |
| ----- | ----------- | -- | ------ | ------ | ----- |
| 1     | Pays-Bas    | 2  | 0      | 3      | 5     |
| 2     | Danemark    | 2  | 0      | 0      | 2     |
| 3     | Belgique    | 1  | 0      | 1      | 2     |
| 3     | Slovénie    | 1  | 0      | 1      | 2     |
| 5     | Autriche    | 1  | 0      | 0      | 1     |
| 5     | Royaume-Uni | 1  | 0      | 0      | 1     |
| 7     | Italie      | 0  | 2      | 2      | 4     |
| 8     | Allemagne   | 0  | 1      | 0      | 1     |
| 8     | France      | 0  | 1      | 0      | 1     |
| 8     | Irlande     | 0  | 1      | 0      | 1     |
| 8     | Lettonie    | 0  | 1      | 0      | 1     |
| 8     | Luxembourg  | 0  | 1      | 0      | 1     |
| 8     | Russie      | 0  | 1      | 0      | 1     |
| 14    | Ukraine     | 0  | 0      | 1      | 1     |
| Total | Total       | 8  | 8      | 8      | 24    |